# Gran conflicto
En teología adventista del séptimo día, el gran conflicto se refiere a una batalla cósmica entre Jesús y Satanás, la cual también se lleva a cabo en la Tierra. El concepto, o metanarrativa deriva de muchas visiones que Ellen G. White dice haber tenido, referencias de la Biblia, y es el tema central del libro El Conflicto de los Siglos, publicado por primera vez en 1858, por Ellen G. White, cofundadora de la Iglesia Adventista del Séptimo Día. El concepto es importante en teología adventista ya que provee explicación al origen del mal, y de su eventual destrucción y restauración del propósito original de Dios para el mundo. Constituye la creencia número 8 de las 28 creencias fundamentales.
Los cristianos de la línea Calvinista ven esta enseñanza como heterodoxa.

## Posición oficial
La creencia fundamental número 8 afirma:

8. El gran conflicto:

Toda la humanidad está ahora envuelta en un gran conflicto entre Cristo y Satanás, en cuanto al carácter de Dios, su ley y su soberanía sobre el universo. Este conflicto se originó en el cielo, cuando un ser creado, dotado de libre albedrío, se exaltó a sí mismo y se convirtió en Satanás, el adversario de Dios, y condujo a la rebelión a una parte de los ángeles. Satanás introdujo el espíritu de rebelión en este mundo cuando indujo a Adán y Eva a pecar. El pecado humano produjo como resultado la distorsión de la imagen de Dios en la humanidad, el trastorno del mundo creado y, posteriormente, su completa devastación en ocasión del diluvio universal. Observado por toda la creación, este mundo se convirtió en el campo de batalla del conflicto universal, a cuyo término el Dios de amor quedará finalmente vindicado. Para ayudar a su pueblo en este conflicto, Cristo envía al Espíritu Santo y los ángeles leales para guiarlo, protegerlo y sostenerlo en el camino de la salvación. (Apoc. 12:4-9; Isa. 14:12-14; Eze. 28:12-18; Gén. 3; Rom. 1:19-32; 5:12-21; 8:19-22; Gén. 6-8; 2 Ped. 3:6; 1 Cor. 4:9; Heb. 1:14.)
Manual de la Iglesia, p 10.